# Nur Misuari

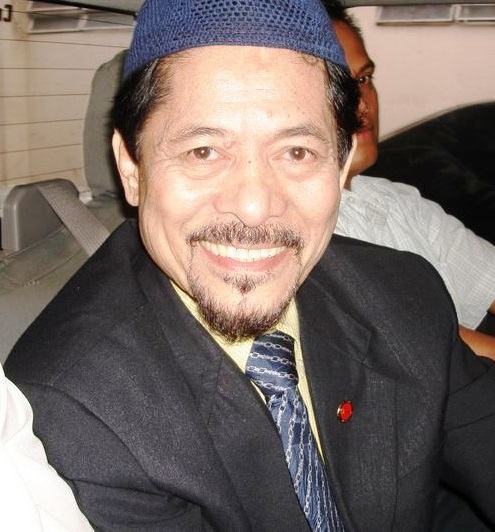
Nur Misuari

Nur Misuari (* 3. März 1939 in Jolo, Sulu) ist ein philippinischer Politiker und ehemaliger Anführer der Nationalen Befreiungsfront der Moro (deutsch für Moro National Liberation Front).
Seinen Abschluss machte er an der University of the Philippines. Danach lehrte er zeitweise an der Uni Politikwissenschaft und in den 1960ern gründete er die Mindanao Independence Movement, die zum Ziel hatte, einen unabhängigen islamischen Staat in den südlichen Philippinen zu gründen.

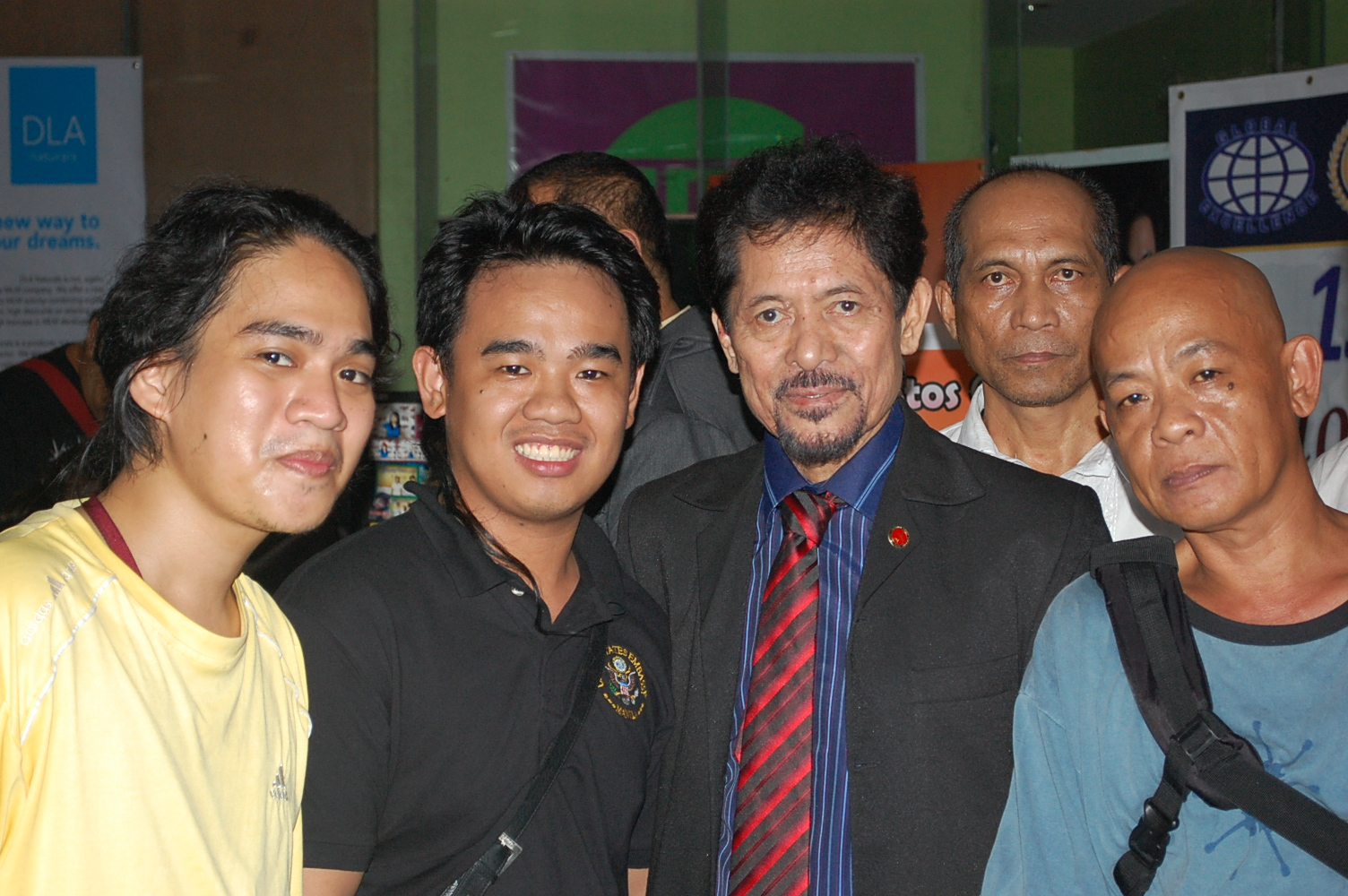
Nur Misuari (dritter von rechts)

Aus der Mindanao Independence Movement ging dann die Nationale Befreiungsfront der Moros (MNLF) hervor, die politische Reformen von der philippinischen Regierung verlangte. Jedoch gelang es der Organisation nicht, die Regierung für Reformen zu gewinnen. So trug die M.N.L.F. unter Misuaris Führung den Konflikt zwischen 1972 und 1976 gegen die Regierung Ferdinand Marcos und ihren Unterstützern mit Gewalt aus. Das Vorhaben scheiterte und Misuari ging nach Saudi-Arabien ins Exil. 1986 kehrte er nach dem Sturz Marcos in die Philippinen zurück.
Von 1996 bis 2001 war er Gouverneur der Autonomous Region in Muslim Mindanao.
Im April 2008 wurde er als Chef der MNLF abgesetzt.